# Грабовенко Максим Іванович
Грабове́нко Макси́м Іва́нович (нар. 11 серпня 1923 — 12 листопада 1980) — радянський військовик, учасник Другої світової війни. Герой Радянського Союзу (1943).

## Біографія
Народився 11 серпня 1923 року в селі Маринівка
у селянській родині. Українець. Отримав початкову освіту, працював теслярем. У 1941 році переїхав до міста Сталінська, де працював на шахті імені С. Орджонікідзе..
До лав РСЧА призваний 21 грудня 1941 року Сталінським РВК Кемеровської області.
Учасник німецько-радянської війни з липня 1942 року. Воював на Центральному, Воронезькому та 1-у Українському фронтах.
Навідник 5-ї батареї 691-го артилерійського полку 237-ї стрілецької Пирятинської дивізії 40-ї армії 1-го Українського фронту молодший сержант М. І. Грабовенко особливо відзначився під час форсування річки Дніпро, коли одним з перших зі своєю гарматою переправився на правий беріг. 25 вересня 1943 року поблизу села Гребені Кагарлицького району Київської області відбив 3 атаки супротивника. Був поранений, але не залишив поля бою.
По закінченні війни демобілізувався. Жив у селі Новоолексіївка Врадіївського району Миколаївської області. Працював на пасіці, завідувачем фермою колгоспу «Перемога». Трагічно загинув 12 листопада 1980 року.

## Нагороди
Указом Президії Верховної ради СРСР від 24 грудня 1943 року за зразкове виконання бойових завдань командування на фронті боротьби з німецько-фашистськими загарбниками та виявлені при цьому особисті мужність і героїзм, молодший сержант Грабовенко Максим Іванович удостоєний звання Героя Радянського Союзу з врученням ордена Леніна і медалі «Золота Зірка».
Також нагороджений медаллю «За відвагу» (14.08.1943) та іншими медалями.